# Zbigniew Misiaszek
Zbigniew Misiaszek, né le 2 octobre 1933 à Marles-les-Mines (Pas-de-Calais) et mort le 10 octobre 2020 à Balaruc-le-Vieux, est un footballeur français d'origine polonaise. Il évolue au poste de milieu de terrain et effectue une carrière de joueur professionnel dans les clubs de Lille, Lyon, Béziers, Strasbourg et Marseille entre 1950 et 1961.
Au cours de sa carrière, il évolue six saisons en première division française, cinq saisons en deuxième division française et une saison en troisième division française.

## Biographie
Zbigniew Misiaszek commence sa carrière de footballeur à l'US Auchel en 1950-1951. Le club joue en CFA Groupe Nord, le troisième échelon national, et termine relégable avec une place finale de neuvième sur douze.
La saison suivante, il s'engage pour le club voisin du Lille OSC qui est quadruple vice-champion de France en titre. Le club finit la saison à la troisième place. Le joueur dispute la première partie de la saison 1952-1953 avec Lille puis est prêté au mercato d'hiver à l'Olympique lyonnais. Zbigniew Misiaszek est en prêt à Lyon durant une saison et demie et glane le titre de Champion de France D2 en 1954. En 1954-1955, il est de nouveau présent dans l'effectif lillois.
En 1955-1956, le joueur est recruté par l'AS Béziers qui est en deuxième division. Il y évolue durant trois saisons et connaît la montée en 1956-1957.
Zbigniew Misiaszek évolue ensuite deux saisons au Racing Club de Strasbourg en 1958-1959 et 1959-1960. Il joue trente-neuf matchs de championnat et inscrit l'unique but de sa carrière en première division, lors du match Strasbourg-Valenciennes, comptant pour la 36e journée du championnat 1958-1959.
Le joueur termine sa carrière à l'Olympique de Marseille en 1960-1961. Il dispute trente-sept matchs au cours de la saison.

## Palmarès
- Championnat de France D2 (1) :
  - 1954 avec le Lyon OU.

## Statistiques personnelles en championnat et par saison
| Année     | Équipe                 | Championnat | Matchs | Buts |
| --------- | ---------------------- | ----------- | ------ | ---- |
| 1950-1951 | US Auchel              | Division 3  |        |      |
| 1951-1952 | Lille OSC              | Division 1  |        |      |
| 1952-1953 | Lille OSC              | Division 1  |        |      |
| 1952-1953 | Olympique lyonnais     | Division 2  | 14     | 0    |
| 1953-1954 | Olympique lyonnais     | Division 2  | 10     | 0    |
| 1954-1955 | Lille OSC              | Division 1  |        |      |
| 1955-1956 | AS Béziers             | Division 2  | 11     | 0    |
| 1956-1957 | AS Béziers             | Division 2  | 19     | 0    |
| 1957-1958 | AS Béziers             | Division 1  | 27     | 0    |
| 1958-1959 | RC Strasbourg          | Division 1  | 32     | 1    |
| 1959-1960 | RC Strasbourg          | Division 1  | 7      | 0    |
| 1960-1961 | Olympique de Marseille | Division 2  | 34     | 0    |